# 25 juli
25 juli is de 206e dag van het jaar (207e dag in een schrikkeljaar) in de gregoriaanse kalender. Hierna volgen nog 159 dagen tot het einde van het jaar.

## Gebeurtenissen
- Algemeen
  - 306 - Keizer Constantius I Chlorus sterft in Eboracum (huidige York) tijdens een veldtocht tegen de Picten en Schotten. Zijn zoon, de latere Constantijn de Grote, wordt door zijn troepen tot Augustus uitgeroepen.
  - 315 - De Boog van Constantijn wordt ingewijd door Constantijn I, tijdens de ceremonie weigert hij een offer te brengen aan de goden, dit wordt als godslastering gezien.
  - 1668 - Een zware aardbeving met een magnitude van 8,5 treft Shandong in het Chinees Keizerrijk (tegenwoordig Volksrepubliek China). Er vallen naar schatting 43 000 tot 50 000 doden.
  - 1980 - Een treinbotsing bij het Groningse Winsum eist negen mensenlevens.
  - 2000 - Een vliegtuigongeluk in een voorstad van Parijs met een Concorde van Air France met vluchtnummer 4590 kost 113 mensenlevens.[1] De ramp leidde uiteindelijk tot de beëindiging van het Concorde-programma in 2003.
  - 2010 - Een Italiaanse onderhoudstrein dendert door een stootblok op het station van Stavoren in de Nederlandse provincie Friesland en doorboort een watersportwinkel. De ravage is enorm, maar slechts twee medewerkers van de trein raken lichtgewond.
  - 2012 - De staatsmedia van Noord-Korea maakt bekend dat de leider Kim Jong-un is getrouwd met kameraad Ri Sol-ju.
  - 2023 - Tijdens een blusoperatie van bosbranden op het Griekse eiland Evia raakt de rechtervleugel van een Canadair CL-215 een boom waardoor het neerstort. De twee Griekse piloten overleven de crash niet.[2]

- Criminaliteit en veiligheid
  - 2023 - In België heeft de volksjury beslissingen genomen in het assisenproces over de aanslagen in Brussel op 22 maart 2016. Van de 10 beschuldigden worden er zes over de hele lijn schuldig bevonden, twee deels schuldig en twee volledig onschuldig.[3]

- Economie
  - 1952 - Het verdrag over de oprichting van de Europese Gemeenschap voor Kolen en Staal wordt van kracht.

- Kunst en cultuur
  - 1985 - Acteur Rock Hudson maakt bekend dat hij aan aids lijdt.[4]

- Media
  - 2019 - Vandaag is bekendgemaakt dat na één seizoen het voetbalprogramma VTBL stopt omdat het programma met presentator Humberto Tan te weinig kijkers aantrekt.

- Muziek
  - 1983 - Het debuutalbum van de Amerikaanse metalband Metallica verschijnt: Kill 'Em All.[5]

- Oorlog
  - 1990 - Saddam Hoessein, de Iraakse president, verklaart aan de Egyptische president Moebarak dat hij niet van plan is Koeweit binnen te vallen.
  - 2016 - Het aantal burgerslachtoffers in Afghanistan bereikt een record met ruim vijfduizend Afghanen doden en gewonden, blijkt uit een rapport van de Verenigde Naties.

- Politiek
  - 1788 - New York ratificeert de grondwet van de Verenigde Staten en treedt toe tot de Unie als elfde staat.[6]
  - 1945 - Winston Churchill verliest tegen de verwachting in de Britse verkiezingen.
  - 1960 - Koning Kigeli V van Rwanda gaat in ballingschap.
  - 1988 - De Servische leiding beperkt de autonomie van de provincies Vojvodina en Kosovo.
  - 1990 - In Zimbabwe wordt de noodtoestand, die sinds 1965 van kracht was, door de regering opgeheven.
  - 1994 - Koning Hoessein van Jordanië en premier Yitzchak Rabin van Israël ondertekenen in Washington DC een verklaring, die een einde maakt aan de vijandelijkheden tussen beide landen.
  - 1996 - Oud-president Pierre Buyoya grijpt de macht in Burundi na het uiteenvallen van de regering en een coup van het leger.
  - 2012 - President Aleksandr Loekasjenko van Wit-Rusland, tevens voorzitter van het Wit-Russische Olympisch Comité, is niet welkom bij de Olympische Spelen in Londen. De Britse regering weigert het reisverbod op te heffen dat de Europese Unie voor de autoritaire president heeft ingesteld.
  - 2014 - De Regering-Bourgeois wordt beëdigd.

- Religie
  - 325 - Formele beëindiging van het Eerste Concilie van Nicea.
  - 1866 - Verheffing van het Bisdom Algiers tot aartsbisdom en oprichting van de bisdommen Oran en Constantine in Algerije.
  - 1962 - Benoeming van Jozef Maria Heusschen tot hulpbisschop van Luik in België.
  - 1968 - Paus Paulus VI veroordeelt in zijn encycliek Humanae Vitae alle mechanische en chemische middelen tot geboortebeperking. Deze paus heeft hierna nooit meer een encycliek geschreven.

- Sport
  - 1908 - Oprichting van Oostenrijkse voetbalclub LASK Linz.
  - 1908 - Oprichting van de Duitse roei-, tennis- en hockeyclub Rüsselsheimer RK uit Rüsselsheim am Main.
  - 1925 - Opening van het Estadio Heliodoro Rodríguez López in Santa Cruz de Tenerife, Spanje.
  - 1930 - Oprichting van de Spaanse voetbalclub Girona FC.
  - 1948 - In Sulzbach wordt de Saarländische Fußballbund (SFB) opgericht.
  - 1980 - Tijdens de Olympische Spelen wint de Russische turner Aleksandr Dityatin zes medailles op één dag.
  - 1982 - De Franse wielrenner Bernard Hinault wint voor de vierde keer de Ronde van Frankrijk.
  - 1993 - Miguel Indurain wint de tachtigste editie van de Ronde van Frankrijk. Het is de derde eindoverwinning op rij voor de Spaanse wielrenner.
  - 1993 - Het Mexicaans voetbalelftal  wint de tweede editie van de CONCACAF Gold Cup door in de finale titelverdediger Verenigde Staten met 4-0 te verslaan.
  - 2001 - Zwemmer Ian Thorpe uit Australië scherpt bij de wereldkampioenschappen in Fukuoka zijn eigen wereldrecord op de 200 meter vrije slag aan tot 1.44,06.
  - 2003 - Kort nadat Andrij Serdinov het wereldrecord op de 100 meter vlinderslag op 51,76 heeft gebracht, verbetert Michael Phelps die tijd tot 51,47 bij de WK zwemmen in Barcelona.
  - 2004 - Brazilië wint de 41ste editie van de strijd om de Copa América door aartsvijand Argentinië na strafschoppen te verslaan.
  - 2007 - De Franse wielerploeg Cofidis verlaat de Ronde van Frankrijk nadat de Italiaanse wielrenner Cristian Moreni is betrapt op het gebruik van testosteron. Dit slechts een dag nadat de Zwitserse/Kazachse wielerploeg Astana opstapte omdat hun kopman betrapt was op bloeddoping.
  - 2011 - Een spandoek met de tekst 'Mladic vrij!' kost de Roemeense voetbalbond 15.000 euro. Supporters hadden het spandoek opgehangen tijdens de EK-kwalificatiewedstrijd Roemenië-Bosnië op 3 juni.
  - 2012 - Bij de Olympische voetbalwedstrijd tussen Noord-Korea en Colombia (vrouwen) wordt bij het voorstellen van een speelster van Noord-Korea op het scherm de vlag van Zuid-Korea vertoond. Noord-Korea weigert vervolgens af te trappen. Met een uur vertraging en uitgebreide excuses van de organisatie aan de Noord-Koreanen wordt er alsnog afgetrapt op Hampden Park in Glasgow.[7]
  - 2021 - Darter Peter Wright wint voor het eerst de World Matchplay.[8]
  - 2023 - Wielrenster Lorena Wiebes zorgt voor de eerste Nederlandse ritzege in de Tour de France Femmes door de massasprint van de derde etappe te winnen. Haar landgenote Marianne Vos wordt tweede en de Belgische Lotte Kopecky wordt derde.[9]

- Wetenschap en technologie
  - 1893 - Opening van het Kanaal van Korinthe.
  - 1909 - Louis Blériot vliegt als eerste Het Kanaal over.
  - 1978 - Louise Brown, de eerste reageerbuisbaby, wordt geboren.
  - 1984 - Russisch kosmonaut Svetlana Savitskaja is de eerste vrouw die een ruimtewandeling maakt. Samen met Vladimir Dzjanibekov werkt ze 3 uur en 35 minuten buiten het Saljoet 7 ruimtestation.[10]
  - 1991 - Ontdekking dat het syndroom van Marfan veroorzaakt wordt door een mutatie in het fibrilline-1-gen.

## Geboren

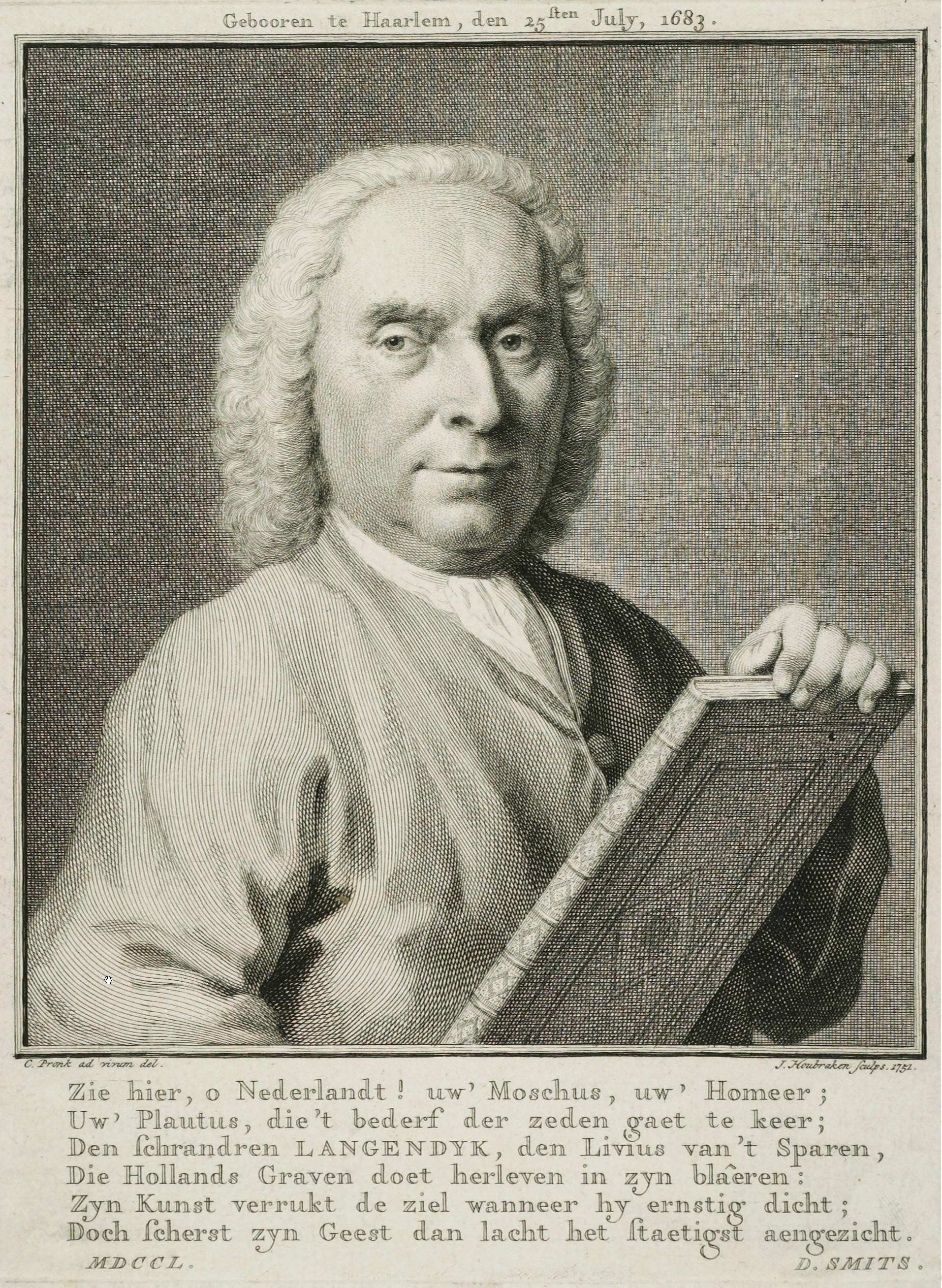
Pieter Langendijk
geboren in 1683

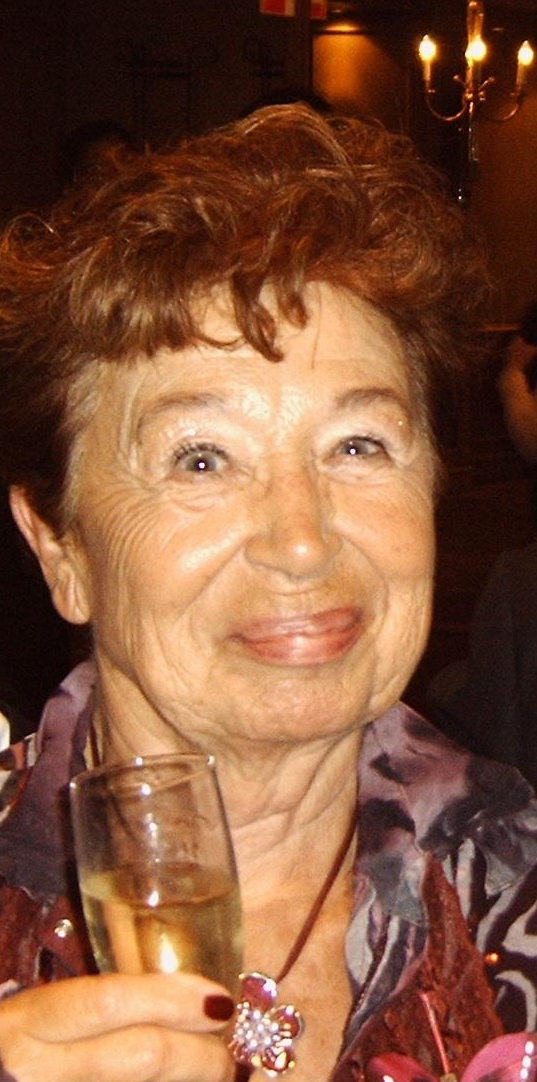
Alice Toen
geboren in 1924

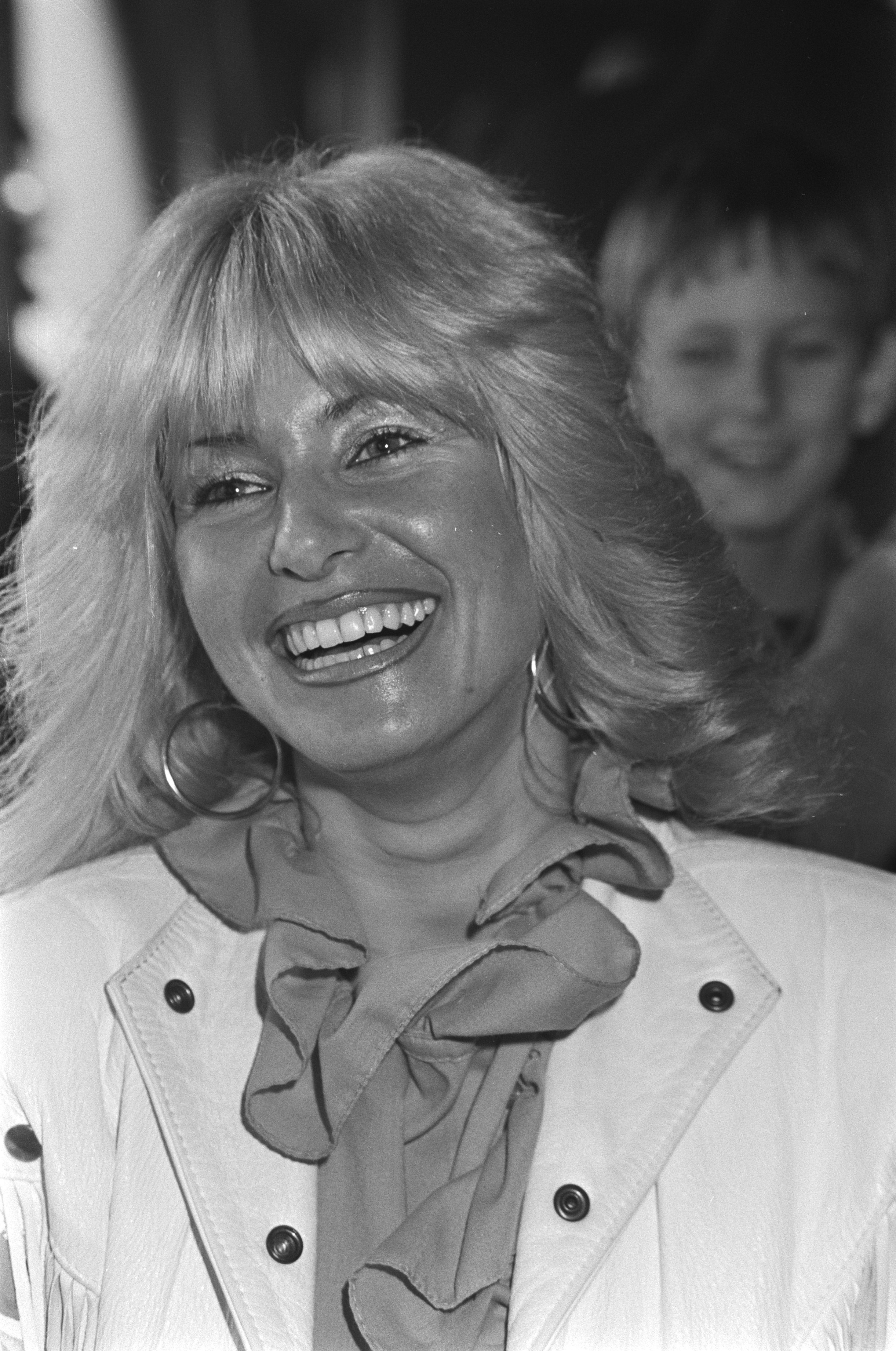
Connie Witteman (Vanessa) in 1981
geboren in 1951

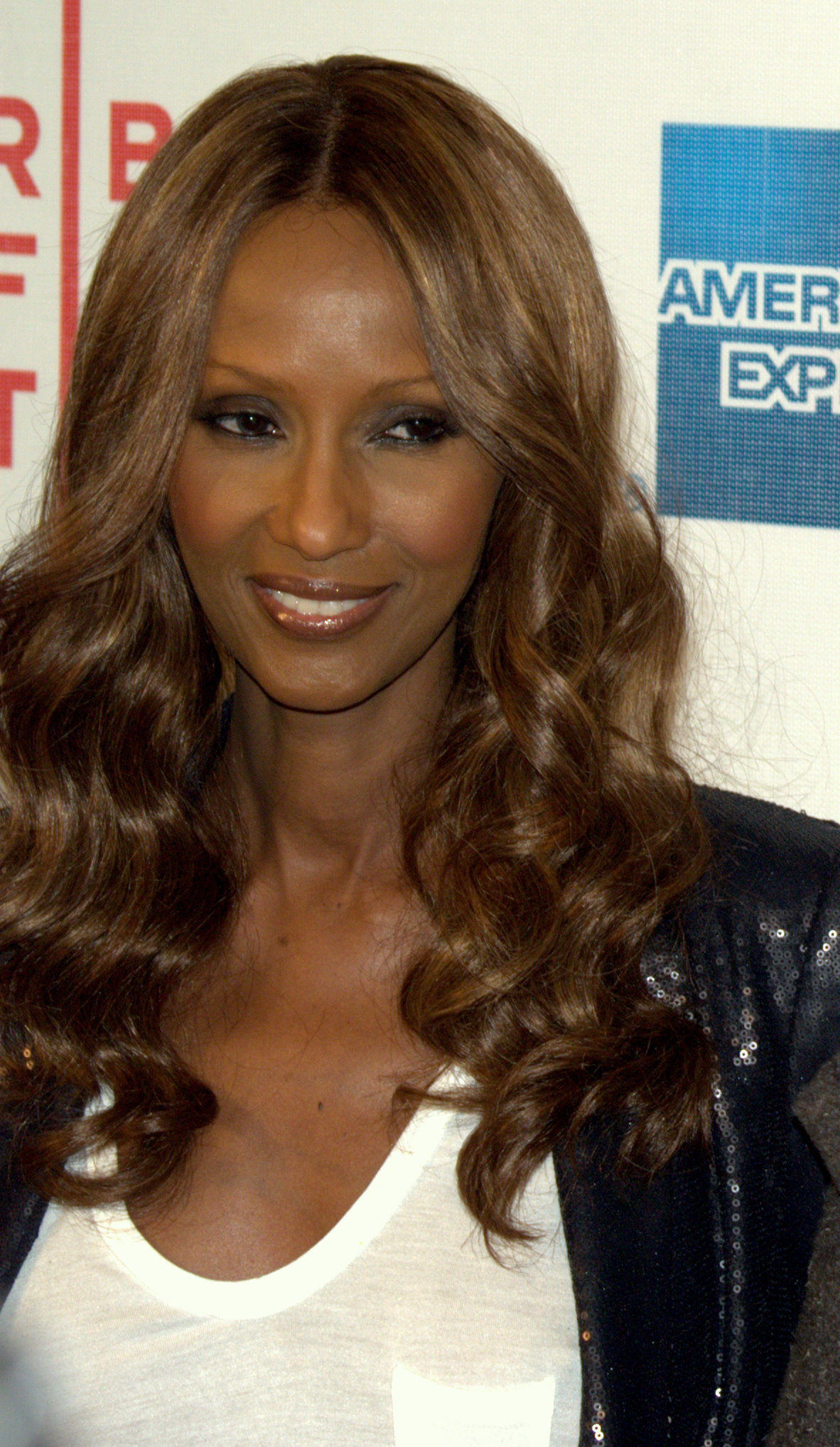
Iman Abdulmajid
geboren in 1955

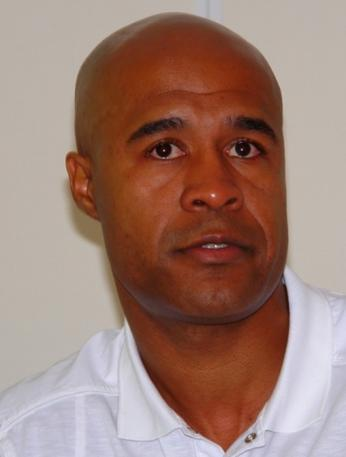
Marcos dos Santos Assunção
geboren in 1976

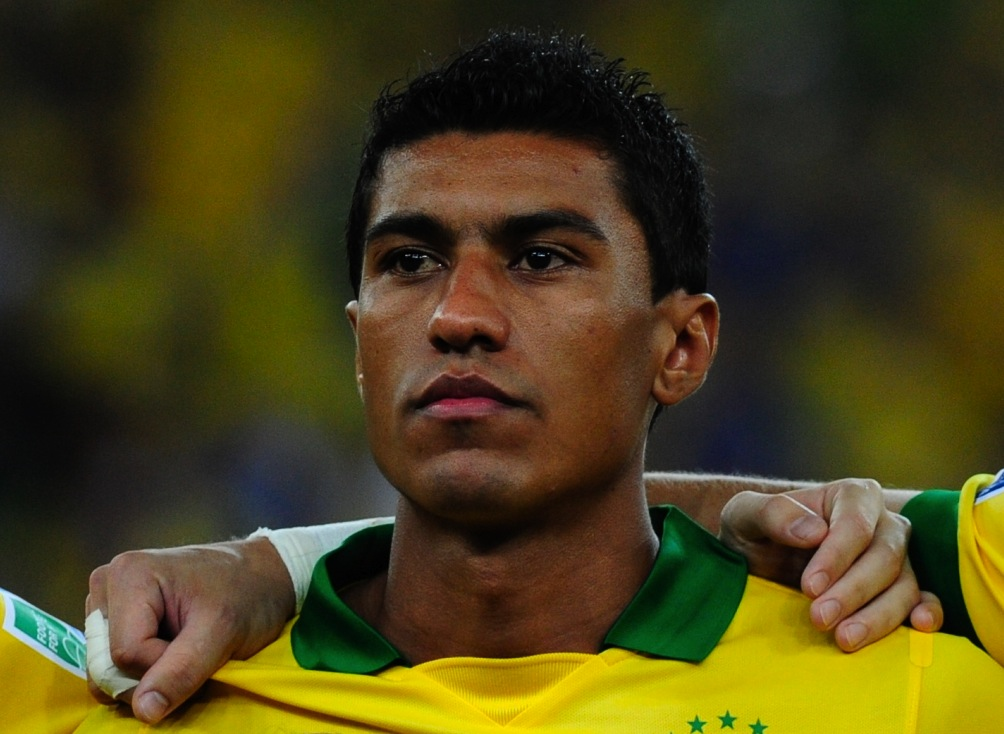
José Paulo Bezerra Maciel Júnior
geboren in 1988

- 1110 - Alfons I van Portugal, eerste koning van Portugal (overleden 1185)
- 1336 - Albrecht van Beieren, hertog van Beieren-Straubing en graaf van Holland, Zeeland en Henegouwen (overleden 1404)
- 1509 - Filips II van Nassau-Saarbrücken, graaf van Saarbrücken en Saarwerden (overleden 1554)
- 1675 - James Thornhill, Engels kunstschilder (overleden 1734)
- 1683 - Pieter Langendijk, Nederlands toneelschrijver en dichter (overleden 1756)
- 1692 - Catharina Ivanovna Romanov, Russisch prinses (overleden 1733)
- 1750 - Henry Knox, Amerikaans militair en politicus (overleden 1806)
- 1775 - Anna Harrison, Amerikaans first lady (overleden 1864)
- 1837 - Georg von Kopp, Duits kardinaal-bisschop van Breslau (overleden 1914)
- 1847 - Paul Langerhans, Duits patholoog (overleden 1888)
- 1848 - Jaantje Struik, Nederlandse oplichtster (overleden 1908)
- 1859 - Adolf von Steiger, Zwitsers politicus (overleden 1925)
- 1865 - Jac. P. Thijsse, Nederlands natuurbeschermer, leraar en onderwijzer (overleden 1945)
- 1869 - Platon Kulbusch, Russisch-orthodox bisschop van Tallinn (overleden 1919)
- 1870 - Maxfield Parrish, Amerikaans kunstschilder en illustrator (overleden 1966)
- 1870 - Carlo Salotti, Italiaans curiekardinaal (overleden 1947)
- 1876 - Elisabeth in Beieren, Belgisch koningin (overleden 1965)
- 1878 - Louis Hasselmans, Frans cellist en dirigent (overleden 1957)
- 1884 - Ludovika Jakobsson-Eilers, Duits kunstschaatsster (overleden 1968)
- 1886 - Hans von Blixen-Finecke sr., Zweeds ruiter  (overleden 1917)
- 1887 - Carl Friedrich von Langen, Duits ruiter (overleden 1934)
- 1893 - Carlo Confalonieri, Italiaans curiekardinaal (overleden 1986)
- 1894 - Walter Brennan, Amerikaans acteur (overleden 1974)
- 1894 - Gavrilo Princip, Joegoslavische revolutionair, moordenaar van Frans Ferdinand (overleden 1918)
- 1898 - Fedde Schurer, Fries dichter vanpoliticus (overleden 1968)
- 1900 - Zinaida Aksentjeva, Oekraïens/Sovjet astronoom en geofysicus (overleden 1969)
- 1901 - Walter Breedveld, Nederlands auteur (overleden 1977)
- 1905 - Georges Grignard, Frans autocoureur (overleden 1977)
- 1906 - Francis De Paep, Nederlands/Belgisch bariton (overleden 1991)
- 1910 - Jimmy Jackson, Amerikaans autocoureur (overleden 1984)
- 1911 - Len Duncan, Amerikaans autocoureur (overleden 1998)
- 1914 - Woody Strode, Amerikaans filmacteur (overleden 1994)
- 1916 - Ko van Dijk, Nederlands acteur (overleden 1978)
- 1918 - Wout van Liempt, Nederlands impresario (overleden 2013)
- 1918 - Frans Wanders, Nederlands zanger en bassist (overleden 2006)
- 1921 - Harry Radhakishun, Surinaams politicus (overleden 1983)
- 1921 - Lionel Terray, Frans bergbeklimmer (overleden 1965)
- 1921 - Paul Watzlawick, Oostenrijks-Amerikaans psycholoog, filoloog en communicatiewetenschapper (overleden 2007)
- 1922 - John B. Goodenough, Amerikaans scheikundige, materiaalkundige en Nobelprijswinnaar (overleden 2023)
- 1923 - Estelle Getty, Amerikaans actrice (overleden 2008)
- 1923 - Maria Gripe, Zweeds schrijver (overleden 2007)
- 1924 - Irina van Goeree, Belgisch schrijfster en psychologe (overleden 2020)
- 1924 - Alice Toen, Belgisch actrice
- 1928 - Koos Andriessen, Nederlands econoom, ambtenaar, bestuurder en politicus (overleden 2019)
- 1928 - Dolphy, Filipijns acteur en komiek (overleden 2012)
- 1930 - Joeri Michajlov, Russisch schaatser (overleden 2008)
- 1930 - Annie Ross, Brits-Amerikaans jazzzangeres en actrice (overleden 2020)
- 1931 - Kees van Dijk, Nederlands bankmedewerker, ambtenaar en politicus (overleden 2008)
- 1932 - Flip Heeneman, Nederlands acteur
- 1933 - Georgi Atanasov, Bulgaars politicus (overleden 2022)
- 1934 - Tosca Hoogduin, Nederlands radiopresentatrice (overleden 2002)
- 1934 - Claude Zidi, Frans filmregisseur en -scenarist
- 1935 - Barbara Harris, Amerikaans actrice (overleden 2018)
- 1935 - Adnan Khashoggi, Saoedi-Arabisch zakenman (overleden 2017)
- 1936 - Gerry Ashmore, Brits autocoureur (overleden 2021)
- 1937 - Colin Renfrew, Brits archeoloog (overleden 2024)
- 1938 - Renée Victor, Amerikaans actrice en choreografe (overleden 2025)
- 1939 - Jan Eriksson, Zweeds jazzpianist (overleden 2009)
- 1939 - Sytze van der Zee, Nederlands journalist en schrijver (overleden 2024)
- 1941 - Karel Vuursteen, Nederlands ondernemer (overleden 2024)
- 1942 - Krister Kristensson, Zweeds voetballer (overleden 2023)
- 1945 - Joseph Delaney, Brits sciencefiction- en fantasyschrijver (overleden 2022)
- 1946 - Bayani Fernando, Filipijns politicus (overleden 2023)
- 1946 - Theo Lalleman, Nederlands schrijver, publicist, videokunstenaar, en cultureel ondernemer (overleden 2013)
- 1946 - Rita Marley, Cubaans Jamaicaans artiest en weduwe van Bob Marley
- 1947 - Brigitte Raskin, Belgisch schrijfster
- 1947 - Huib Zijlmans, Nederlands politicus
- 1949 - Helen Cooper, Nederlands actrice
- 1949 - Jef van Vliet, Nederlands voetbalscheidsrechter
- 1951 - Connie Witteman (Vanessa), Nederlands zangeres
- 1952 - Annet van der Hoek, Nederlands politica
- 1952 - Eduardo Souto de Moura, Portugees architect
- 1953 - Ariël Jacobs, Belgisch voetballer en voetbaltrainer
- 1955 - Iman Abdulmajid, Somalisch model, weduwe van David Bowie
- 1955 - Randall Bewley, Amerikaans rockgitarist (overleden 2009)
- 1956 - Dee Dee (Anna Dekkers), Nederlands zangeres
- 1956 - Dick Ernst, Nederlands voetballer
- 1957 - Hans Maldonado, Ecuadoraans voetballer (overleden 1999)
- 1957 - Bogdan Musiol, Oost-Duits olympisch kampioen bobsleeën
- 1958 - Karlheinz Förster, Duits voetballer
- 1958 - Thurston Moore, Amerikaans zanger, gitarist en componist
- 1959 - Bart de Kemp, Nederlands componist
- 1959 - Fjodor Tsjerenkov, Sovjet-voetballer (overleden 2014)
- 1961 - Bobbie Eakes, Amerikaans actrice
- 1961 - Franz Engstler, Duits autocoureur
- 1961 - Katherine Kelly Lang, Amerikaans actrice
- 1962 - Charlotte Besijn, Nederlands actrice
- 1964 - Anne Applebaum, Amerikaans-Pools journaliste
- 1964 - Helen Lejeune-van der Ben, Nederlands hockeyster
- 1965 - Tom Gullion, Amerikaans muzikant en componist
- 1965 - Ina Müller, Duits zangeres, cabaretière en talkshowhost
- 1966 - Arthur Abolianin, Belgisch schaker
- 1966 - Dominic Schrijer, Nederlands politicus
- 1967 - Paul Groot, Nederlands cabaretier
- 1967 - Matt LeBlanc, Amerikaans acteur
- 1967 - Ruth Peetoom, Nederlands predikante en politica
- 1968 - Nanouk Leopold, Nederlands cineaste en scenarioschrijfster
- 1968 - Jack de Vries, Nederlands politicus
- 1969 - Mike Hezemans, Nederlands autocoureur
- 1969 - Artur Partyka, Pools atleet
- 1969 - Shin Tanada, Japans voetballer
- 1970 - Pascal Deramé, Frans wielrenner
- 1971 - Park Kun-ha, Zuid-Koreaans voetballer
- 1972 - Masayuki Okano, Japans voetballer
- 1973 - Carolijn Brouwer, Belgisch zeilster
- 1973 - Dani Filth, Engels zanger
- 1973 - Jimmy Glass, Engels voetbalkeeper
- 1973 - Naoki Matsudo, Japans motorcoureur
- 1973 - Mike Schäperclaus, Nederlands percussionist
- 1973 - Ingrid Van Rensbergen, Belgisch actrice
- 1973 - Michael C. Williams, Amerikaans acteur
- 1975 - Fredrik Kronkvist, Zweeds jazzmusicus
- 1975 - Yuji Hironaga, Japans voetballer
- 1976 - Marcos dos Santos Assunção, Braziliaans voetballer
- 1977 - Gordon Braun, Luxemburgs voetballer
- 1978 - Louise Brown, 's werelds eerste reageerbuisbaby
- 1978 - Stephen Jones, Barbadiaans atleet
- 1978 - Tetsuya Yamazaki, Japans voetballer
- 1979 - Ali Carter, Engels snookerspeler
- 1979 - Stefanie Hertel, Duits zangeres en presentatrice
- 1980 - Arata Sugiyama, Japans voetballer
- 1980 - Toni Vilander, Fins autocoureur
- 1981 - Kizito Mihigo, Rwandees organist en componist (overleden 2020)
- 1981 - Dominik Meffert, Duits tennisspeler
- 1981 - Éric Prodon, Frans tennisspeler
- 1981 - Patrick Stitzinger, Nederlands atleet
- 1982 - Brad Renfro, Amerikaans filmacteur (overleden 2008)
- 1983 - Cristian Baroni, Braziliaans voetballer
- 1983 - Lindsay van der Eng, Nederlands diskjockey
- 1983 - Jelle Frencken, Belgisch journalist
- 1984 - Javier Culson, Puerto Ricaans atleet
- 1985 - Mika Ääritalo, Fins voetballer
- 1985 - Kirsten McGarry, Iers alpineskiester
- 1985 - Hugo Rodallega, Colombiaans voetballer
- 1985 - Daniël van Straaten, Nederlands voetballer
- 1986 - Givanildo Vieira de Souza (Hulk), Braziliaans voetballer
- 1986 - Andrew Hunter, Brits zwemmer
- 1986 - Maria Pietilä-Holmner, Zweeds alpineskiester
- 1987 - Mitchell Burgzorg, Nederlands voetballer
- 1987 - Jonathan Dasnières de Veigy, Frans tennisspeler
- 1987 - Daniela Dumitru, Roemeens schaatsster
- 1987 - Konstantin Schad, Duits snowboarder
- 1987 - Carola Winter, Duits voetbalster
- 1988 - John Goossens, Nederlands voetballer
- 1988 - Tom Hiariej, Nederlands voetballer
- 1988 - José Paulo Bezerra Maciel Júnior (Paulinho), Braziliaans voetballer
- 1988 - Veysel Sarı, Turks voetballer
- 1989 - Janine Flock, Oostenrijks skeletonster
- 1989 - Andrea Limbacher, Oostenrijks freestyleskiester
- 1989 - César Ramos, Braziliaans autocoureur
- 1990 - Alexianne Castel, Frans zwemster
- 1990 - Lieke Marsman, Nederlands dichteres
- 1991 - Amanda Kurtović, Noors handbalster
- 1991 - Yuichi Nakayama, Japans autocoureur
- 1991 - Hasan Piker, Amerikaans livestreamer
- 1992 - Alex Schlopy, Amerikaans freestyleskiër
- 1994 - Cheyenne Toney, Nederlands zangeres en theatermaakster
- 1995 - Ilse van der Zanden, Nederlands voetbalster
- 1996 - Alexander Toril, Spaans-Duits autocoureur
- 1998 - Jesper Karlsson, Zweeds voetballer
- 1998 - Harrison Newey, Brits autocoureur
- 1999 - Sluwe Ollie, Nederlands rapper
- 2000 - Marie Müller, Duits voetbalster
- 2000 - Markus Solbakken, Noors voetballer
- 2001 - Lucas Lissens, Belgisch voetballer
- 2003 - Tom Fellows, Engels voetballer

## Overleden

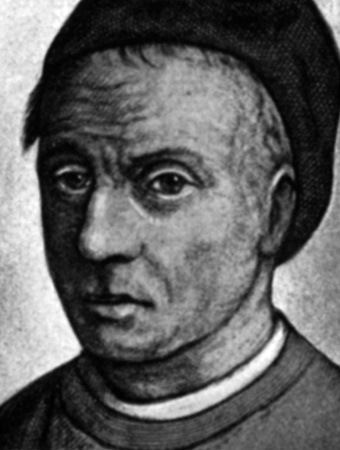
Thomas a Kempis
overleden in 1471

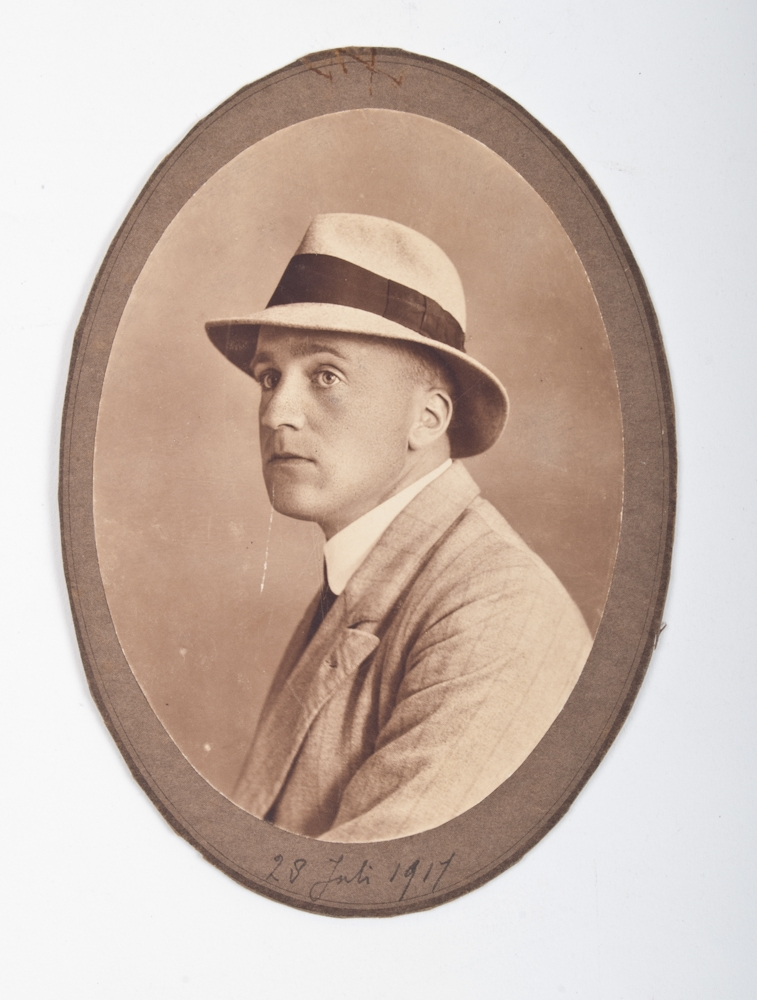
Nescio
overleden in 1961

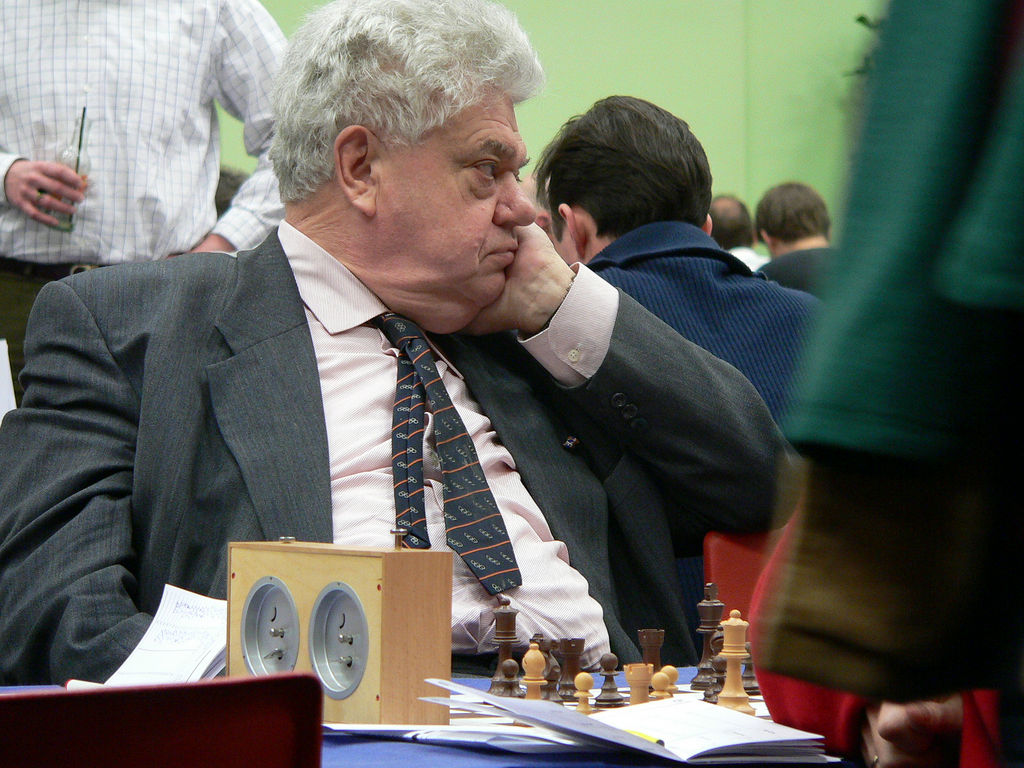
Henk Vonhoff
overleden in 2010

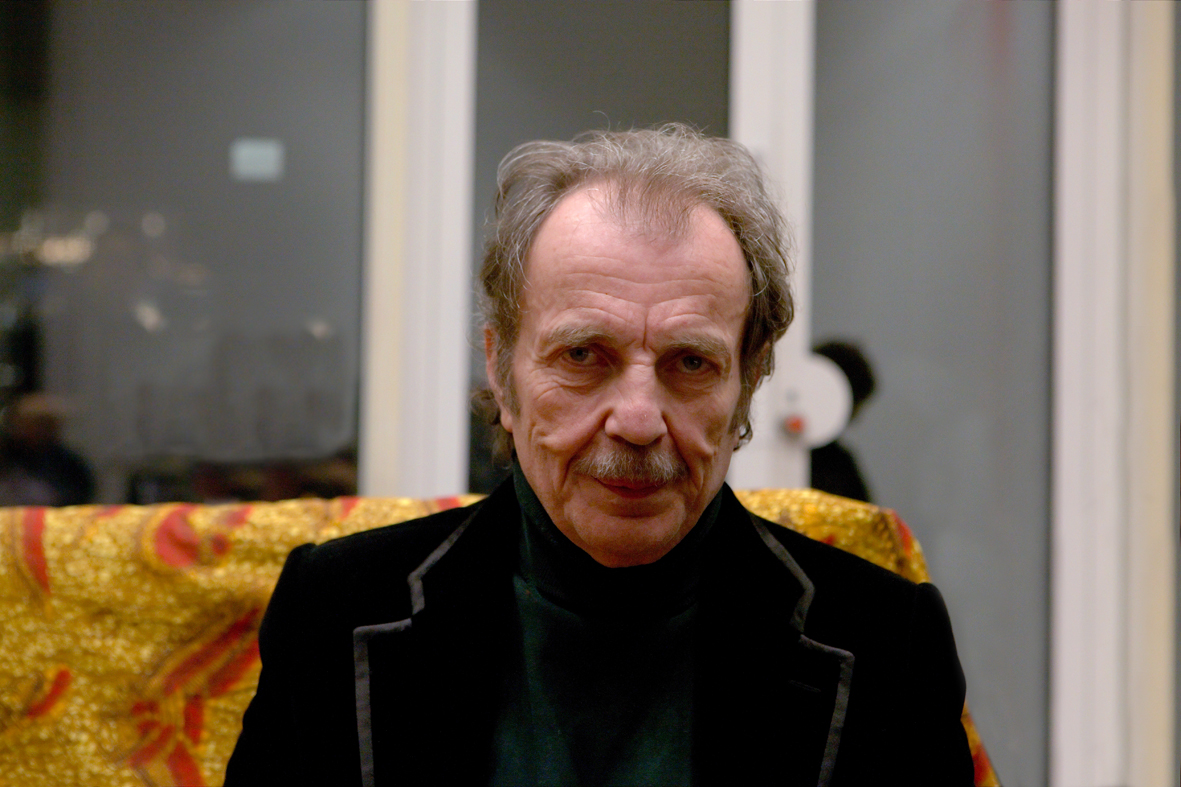
Franz West
overleden in 2012

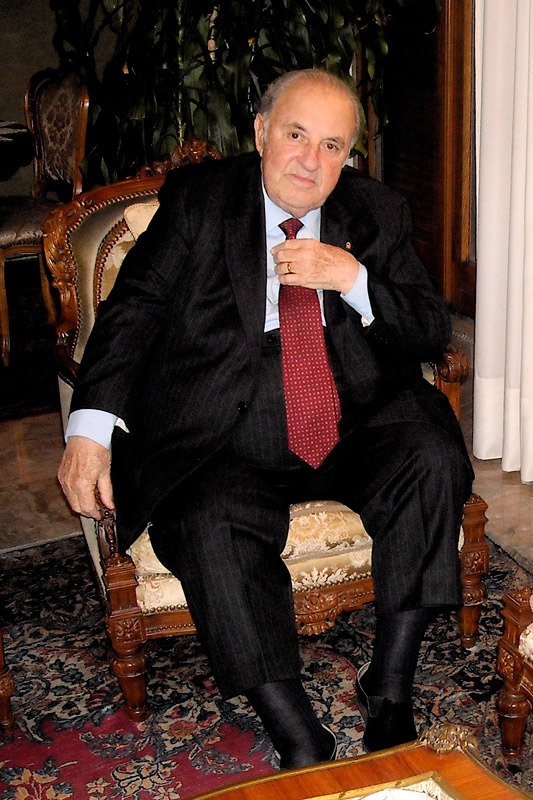
Carlo Bergonzi
overleden in 2014

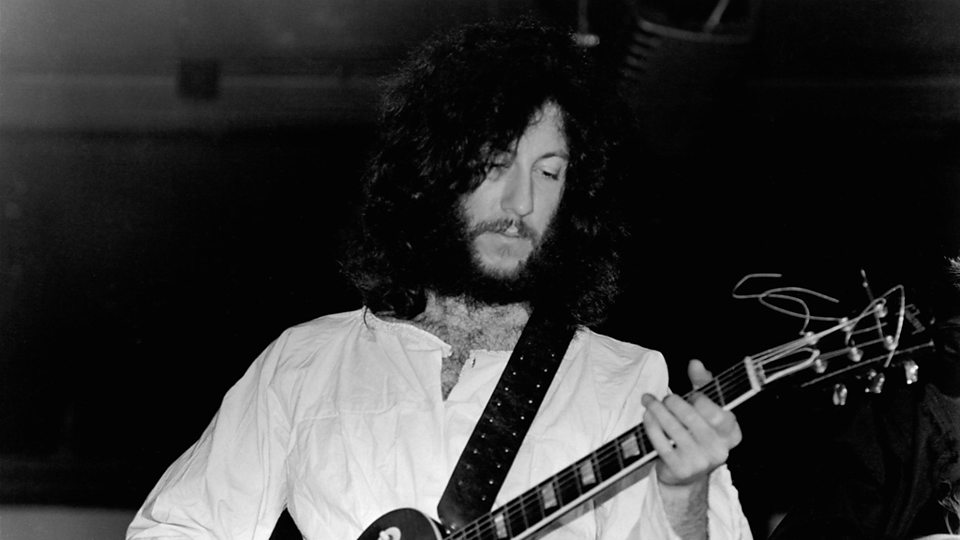
Peter Green
overleden in 2020

- 306 - Constantius I Chlorus (56), keizer van het Romeinse Rijk
- 1011 - Ichijo (32), keizer van Japan
- 1230 - Rudolf II van Coevorden (38), burggraaf van Coevorden
- 1471 - Thomas a Kempis, augustijner kanunnik, kopiist, mysticus en schrijver
- 1472 - Johan II van Nassau-Saarbrücken (49), graaf van Saarbrücken
- 1605 - Mechteld ten Ham, Nederlands heks
- 1721 - Geleyn Evertsen (66), Nederlands zeevaarder
- 1736 - Jean-Baptiste Pater (40), Frans kunstschilder
- 1831 - Maria Szymanowska, (41) Pools componiste en virtuoso pianiste
- 1846 - Lodewijk Napoleon Bonaparte (67), vorst van het Koninkrijk Holland
- 1861 - Jonas Furrer (56), Zwitsers politicus
- 1891 - Eugène Charles de Dorlodot (68), Belgisch volksvertegenwoordiger
- 1915 - Virginie Amélie Avegno Gautreau (56), Frans-Amerikaans socialite
- 1932 - Cyriel Buysse (72), Belgisch schrijver
- 1938 - Frans I (84), vorst van Liechtenstein
- 1950 - Elisabeth Langgässer (51), Duits schrijver
- 1953 - Bobbie Baird (41), Brits autocoureur
- 1954 - Lod. Lavki (60), Belgisch schrijver
- 1956 - Louis Raemaekers (87), Nederlands tekenaar
- 1961 - Nescio (79), Nederlands schrijver
- 1965 - Abdon Comyn (50), Belgisch burgemeester
- 1969 - Otto Dix (78), Duits schilder en graficus
- 1972 - Joep Nicolas (74), Nederlands glazenier, kunstschilder en tekenaar
- 1976 - Lode Craeybeckx (78), Belgisch politicus
- 1986 - Vincente Minnelli (83), Amerikaans filmregisseur
- 1988 - Judith Barsi (10), Amerikaans kindster
- 1990 - John Lundström (71), Belgisch volkszanger
- 1990 - Alfredo Piàn (77), Argentijns autocoureur
- 1994 - Theo Duquesnoy (52), Nederlands vertaler
- 1995 - Osvaldo Pugliese (89), Argentijns tangopianist en -componist
- 1998 - Sal Santen (82), Nederlands revolutionair en schrijver
- 1999 - Raul Manglapus (80), Filipijns senator en minister van buitenlandse zaken
- 2002 - Johannes Joachim Degenhardt (76), Duits kardinaal-aartsbisschop van Paderborn
- 2003 - Ludwig Bölkow (91), Duits vliegtuigbouwer
- 2003 - Jo Jansen (67), Nederlands voetbaltrainer
- 2003 - John Schlesinger (77), Brits regisseur
- 2003 - Bud Sennett (91), Amerikaans autocoureur
- 2005 - Albert Mangelsdorff (76), Duits jazztrombonist
- 2008 - Jimmy Chagra (63), Amerikaans misdadiger
- 2008 - Johnny Griffin (80), Amerikaans jazzsaxofonist
- 2009 - Yasmin Ahmad (51), Maleisisch regisseur en producente
- 2009 - Vernon Forrest (38), Amerikaans bokser
- 2009 - Harry Patch (111), Brits oudste man van Europa
- 2009 - José Ferreira Franco (Zequinha) (74), Braziliaans voetballer
- 2010 - Ans Niesink (91), Nederlands atlete
- 2010 - José Segú (75), Spaans wielrenner
- 2010 - Henk Vonhoff (79), Nederlands bestuurder en politicus
- 2011 - Michael Cacoyannis (89), Cypriotisch filmproducent
- 2011 - Jeret Peterson (29), Amerikaans freestyleskiër
- 2012 - Vladimír Hriňák (48), Slowaaks voetbalscheidsrechter
- 2012 - Franz West (65), Oostenrijks beeldhouwer
- 2013 - Mohamed Brahmi (58), Tunesisch politicus
- 2013 - Bernadette Lafont (74), Frans actrice en comédienne
- 2014 - Carlo Bergonzi (90), Italiaans operazanger
- 2016 - Judith Love Cohen (82) Amerikaanse ingenieur en moeder van Jack Black
- 2016 - Paskal Deboosere (53), Belgisch presentatrice
- 2016 - Tim LaHaye (90), Amerikaans predikant, spreker en schrijver
- 2017 - Gretel Bergmann (103), Duits-Amerikaans atlete
- 2017 - Ivana Loudová (76), Tsjechisch componiste en muziekpedagoge
- 2018 - Ricardo Puno sr. (95), Filipijns jurist en politicus
- 2018 - Rudi Thomaes (65), Belgisch ondernemer
- 2018 - Patrick Williams (79), Amerikaans componist, muziekpedagoog, dirigent, arrangeur en trompettist
- 2019 - Anner Bijlsma (85), Nederlands cellist
- 2019 - Beji Caid Essebsi (92), president van Tunesië
- 2019 - Georg van Hohenberg (90), Oostenrijks diplomaat, hertog
- 2020 - Peter Green (73), Brits gitarist
- 2020 - John Saxon (83), Amerikaans acteur
- 2021 - Jean-François Istasse (70), Belgisch politicus
- 2021 - Eddy Posthuma de Boer (90), Nederlands fotograaf
- 2021 - Otelo Saraiva de Carvalho (84), Portugees militair en revolutionair
- 2021 - Sylvain Vallée (109), Belgisch oudste man van de Benelux
- 2021 - Henri Vernes (102), Belgisch schrijver
- 2022 - Martin How (91), Brits componist, organist en koordirigent
- 2022 - Henk Pröpper (90), Nederlands politicus
- 2022 - Paul Sorvino (83), Amerikaans acteur
- 2022 - David Trimble (77), Brits (Noord-Iers) politicus
- 2023 - Bo Goldman (90), Amerikaans scenarioschrijver
- 2024 - Martin Indyk (73), Amerikaans diplomaat
- 2025 - Hein Driessen (92), Duits kunstschilder
- 2025 - Aad Klaris (86), Nederlands muzikant, zanger, liedjesschrijver en muziekproducent

## Viering/herdenking
- Maya's Dag buiten de tijd
- Galicische nationale feestdag
- Tunesische Dag van de Republiek
- Rooms-katholieke kalender:

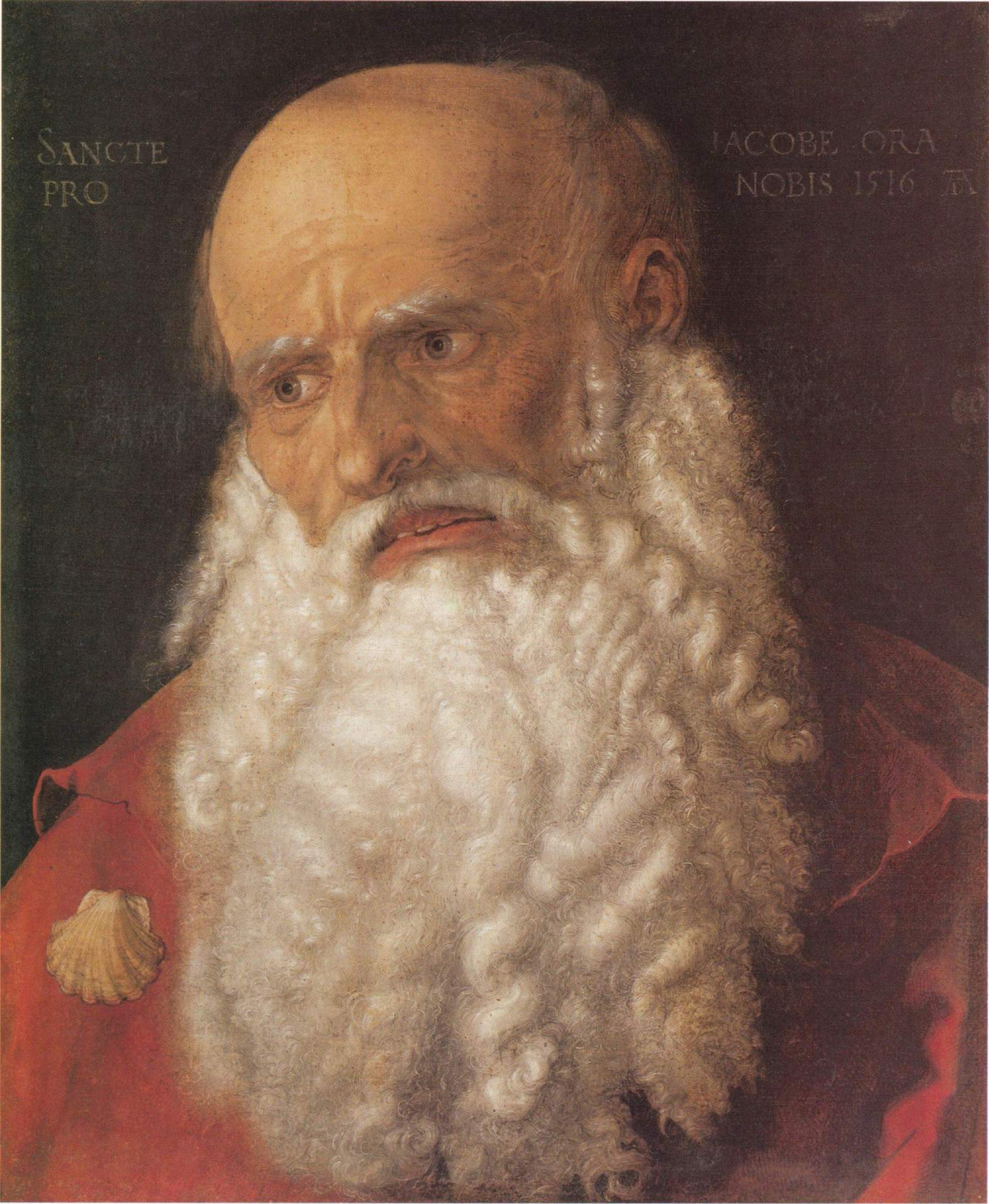
Jakobus de Meerdere

  - Heilige Jakobus de Meerdere († c. 44), apostel - Feest
  - Heiligen Valentina van Caesarea en Thea van Caesarea,  martelaren († 308)
  - Heilige Christoffel van Lycië (vóór Tweede Vaticaans Concilie op 25 juli, daarna op 24 juli) († c. 250), patroon van o.a. de reizigers en de stad Roermond

## Weerextremen

### Nederland
| | Officiële records | Officiële records | Officiële records |      | Landelijke records | Landelijke records | Landelijke records |
| Gebeurtenis | Jaar              | Extreem           | Locatie           | Jaar | Extreem            | Locatie            |                    |
| --- | ----------------- | ----------------- | ----------------- | ---- | ------------------ | ------------------ | ------------------ |
| Laagste etmaalgemiddelde temperatuur (°C) | 1922              | 13,2              | De Bilt           |      | 1914               | 11,5               | Eelde              |
| Hoogste etmaalgemiddelde temperatuur (°C) | 2019              | 28,8              | De Bilt           |      | 2019               | 31,2               | Eindhoven          |
| Laagste minimumtemperatuur (°C) | 1973              | 6,1               | De Bilt           |      | 1907               | 4,3                | Eelde              |
| Hoogste minimumtemperatuur (°C) | 1994              | 18,7              | De Bilt           |      | 2018               | 21,4               | Vlissingen         |
| Laagste maximumtemperatuur (°C) | 1951              | 15,8              | De Bilt           |      | 1919               | 13,6               | De Kooy            |
| Hoogste maximumtemperatuur (°C) | 2019              | 37,5              | De Bilt           |      | 2019               | 40,7               | Gilze-Rijen        |
| Hoogste uurgemiddelde windsnelheid (m/s) | 2015              | 11,0              | De Bilt           |      | 2015               | 25,0               | IJmuiden           |
| Hoogste windstoot (m/s) | 2015              | 23,0              | De Bilt           |      | 2015               | 34,0               | IJmuiden           |
| Langste zonneschijnduur (uur) | 1995              | 14,8              | De Bilt           |      | 2012               | 15,2               | Leeuwarden         |
| Langste neerslagduur (uur) | 1954              | 10,6              | De Bilt           |      | 1993               | 11,6               | Nieuw Beerta       |
| Hoogste etmaalsom van de neerslag (mm) | 1910              | 30,6              | De Bilt           |      | 2021               | 43,2               | Leeuwarden         |
| Laagste etmaalgemiddelde relatieve vochtigheid (%) | 1941              | 44                | De Bilt           |      | 1941 2019          | 44 44              | De Bilt Eindhoven  |
| Laagste uurwaarde luchtdruk op zeeniveau (hPa) | 1977              | 996,3             | De Bilt           |      | 2015               | 993,2              | De Kooy            |
| Hoogste uurwaarde luchtdruk op zeeniveau (hPa) | 1948              | 1026,8            | De Bilt           |      | 1961               | 1028,2             | Maastricht         |
| Officiële records worden altijd gemeten op het KNMI-weerstation in De Bilt. Landelijke records kunnen worden gemeten op elk officieel KNMI-weerstation in Nederland. |                   |                   |                   |      |                    |                    |                    |

 Uitzonderlijke gebeurtenissen 
- 1912 - Laatste officiële zomerse dag van het jaar (maximumtemperatuur ≥ 25 °C in De Bilt)
- 2015 - Storm van 25 juli 2015
- 2019 - Landelijk maandrecord hoogste etmaalgemiddelde temperatuur in °C van juli gemeten in Eindhoven: 31,2
- 2019 - Officieel maandrecord hoogste maximumtemperatuur in °C van juli gemeten in De Bilt: 37,5
- 2019 - Landelijk maandrecord hoogste maximumtemperatuur in °C van juli gemeten in Gilze-Rijen: 40,7. Dit is de hoogste maximumtemperatuur tot nu toe gemeten in Nederland.
- 2019 - Voor het eerst in de geschiedenis worden, in vijf provincies, temperaturen boven 40 °C gemeten.[12]
- 2023 - Officieel laagste minimumtemperatuur in °C van juli dit jaar gemeten in De Bilt: 8,4

### België
Dagrecords
- 1838 - Laagste etmaalgemiddelde temperatuur 11,7 °C
- 2019 - Hoogste etmaalgemiddelde temperatuur 30,2 °C
- 1920 - Laagste minimumtemperatuur 8 °C
- 2019 - Hoogste maximumtemperatuur 39,7 °C, hoogste temperatuur ooit waargenomen in Ukkel
- 1912 - Hoogste etmaalsom van de neerslag 31,1 mm

Uitzonderlijke gebeurtenissen
- 1912 - 58 mm neerslag in 40 min in Waterloo en 60 mm in 1h30 in Wetteren.
- 1925 - 83 mm neerslag In 30 min in Rummen (Geetbets) en 122 mm in 4h20 in Tamines (Sambreville).
- 2015: Storm van 25 juli 2015
- 2019: 41,8°C in Begijnendijk: de hoogste temperatuur ooit gemeten in België.[15]

<< · 1 · 2 · 3 · 4 · 5 · 6 · 7 · 8 · 9 · 10 · 11 · 12 · 13 · 14 · 15 · 16 · 17 · 18 · 19 · 20 · 21 · 22 · 23 · 24 · 25 · 26 · 27 · 28 · 29 · 30 · 31 · >>